# Эчеверрия, Хорхе
Хорхе Элисер Эчеверрия Монтильва (исп. Jorge Eliézer Echeverría Montilva; род. 13 февраля 2000, Сан-Кристобаль) — венесуэльский футболист, полузащитник клуба «Минерос Гуаяна».

## Клубная карьера
Эчеверрия начал профессиональную карьеру в клубе «Каракас». 14 августа 2016 года в матче против «Монагас» он дебютировал в венесуэльской Примере, в возрасте 16 лет.

## Международная карьера
В 2017 году Эчеверрия в составе юношеской сборной Венесуэлы принял участие в юношеском чемпионате Южной Америки в Чили. На турнире он сыграл в матчах против команд Колумбии, Эквадора, Аргентины, Бразилии и дважды Парагвая. В поединке против эквадорцев Хорхе забил гол.